# Faida di Ciminà
La faida di Ciminà è una faida di 'ndrangheta scoppiata tra le 'ndrine Barillaro-Romano-Zucco e Varacalli-Franco-Polifroni-Spagnolo a Ciminà in provincia di Reggio Calabria che ha portato all'uccisione di 35 persone in 20 anni.
Iniziò il 4 ottobre 1966 con l'uccisione del capobastone di Ciminà Francesco Ciccio Barillaro in contrada "Acqua Calda", dopo altri 3 omicidi
riesploderà 5 anni dopo e si acuirà nel 1975 con l'esecuzione di 4 omicidi. Di conseguenza interviene il prefetto di Reggio Calabria che arresta 10 persone; l'anno successivo la faida continuera comunque portando a 6 gli omicidi nella prima metà dell'anno.
Le forze dell'ordine intervengono nuovamente e arrestano 5 persone successivamente rilasciate.
L'estate del 1977 presenterà altri 5 omicidi, altri due nel 1978, uno nel 1979 e ancora due nel 1980 e tre nel 1981 che ne daranno la conclusione.
Il 27 gennaio 1988 a Ciminà viene ucciso Antonio Reale ma sembra fosse collegato con la faida di Cittanova in corso in quegli anni. La faida arrivò anche fino a Torino con la decimazione della famiglia Zucco. L'8 luglio 1977, tre killer incappucciati e armati di lupara giustiziano, in un bar a Torino, Giuseppe Zucco. Il 14 novembre 1981 è la volta del fratello Rocco. Per l'omicidio di Rocco Zucco, i killer imbottiscono di dinamite il furgone della vittima facendolo saltare per aria. Il 19 ottobre 1982 viene assassinato Antonio Zucco, l'ultimo dei fratelli.

## Eventi
- Il 4 luglio 1966 viene ucciso Don Antonio Esposito, il prete della frazione Cirella di Platì.[2][7]
- Il 18 marzo 1967 viene ucciso Domenico Cappuccino[2].
- Il 4 aprile 1967 muore Vito Pisto[2]
- Il 9 marzo 1972 viene ucciso Giuseppe Siciliano[2]
- Il 2 marzo 1974 viene ucciso Vincenzo Barillaro, figlio di Francesco, davanti ad un bar della frazione Cirella di Platì e feriti Michele Raco e Antonio Barbaro[2]
- Il 21 febbraio 1975 viene ucciso Nicola Rodi in contrada  "corti" a Ciminà[2]
- Il 17 luglio 1975 vengono uccisi Giovambattista e Cesare Romano[2]
- Il 17 settembre 1975 viene ucciso Giuseppe Romano, padre di Giovambattista e Cesare[2]
- il 24 settembre 1975 viene ucciso Vincenzo Guarnieri[2]
- Il 14 febbraio 1976 viene ucciso Nicola Varacalli[2]
- Il 24 marzo 1976 viene ucciso Giuseppe Franco[2]
- Il 25 marzo 1976 viene ucciso Vincenzo Renda[2]
- Il 18 aprile 1976 tocca ad Francesco Franco[2]
- Il 14 maggio 1976 viene ucciso l'ex assessore comunale DC Carmelo De Crea[2]
- Il 18 maggio 1976 vengono uccisi Michele e Luigi Tassone[2]
- Il 7 luglio 1976 muore Giovambattista Romano, capobastone dell'omonima 'ndrina[2]
- Il 20 luglio 1977 viene ucciso Giuseppe Zucco[2]
- Il 24 luglio 1977 viene ucciso Nazareno innocenti in contada "Lacchi" a Cirella di Platì[2]
- Il 26 luglio 1977 viene ucciso l'ex sindaco di Ciminà Domenico Fazzari[2]
- Il 16 agosto 1977 viene ucciso Antonio Melia[2]
- Il 20 agosto 1977 viene ucciso Fortunato Furore a Sant'Ilario dello Ionio[2]
- Il 12 novembre 1977 viene ucciso in carcere Francesco Barillaro[2]
- Il 22 maggio 1978 viene ucciso Bruno Gaggio[2]
- Il 3 giugno 1978 viene ucciso Domenico Politi[2]
- Il 10 ottobre 1979 vengono uccisi Giuseppe e Rocco Varacalli in un bar di Ciminà[2]
- Il 9 marzo 1980 viene ucciso Antonio Reale in un bar di Ciminà[2]
- Il 21 luglio 1980 viene ucciso Nicola Gaggio a Ferruzzano[2]
- Il 15 giugno 1981 muore Domenico Polifroni di ritorno dal Canada[2]
- L'8 ottobre 1981 viene ucciso Bruno Bernardino Morabito nel territorio dello Zomaro[2]
- Il 14 novembre 1981 viene ucciso Rocco Zucco a Torino[2]
- Il 27 gennaio 1988 viene ucciso a Ciminà Antonio Reale[1]